# Bevern (Bremervörde)
Bevern ist ein südlich des eigentlichen Stadtgebietes liegender Ortsteil der Stadt Bremervörde im Landkreis Rotenburg (Wümme) in Niedersachsen.

## Geschichte
Bevern wurde 986 das erste Mal in einer Urkunde von König Otto III. (HRR) erwähnt und feierte 1986 die Tausendjahrfeier. Der Name Bevern stammt von dem alten Namen für Biber Bivern ab, da früher in dem durch Bevern fließenden Fluss Bever, der in die Oste mündet, Biber lebten.
Am Ortsrand von Bevern wurde 1929 der Schatzfund von Bokel gehoben, der um oder bald nach 1218 vergraben wurde und vermutlich mit dem Wirken des Wunderheilers Otbert (Wunderheiler) auf dem Hof Bockel am Südrand der Ortschaft Bevern zusammenhängt.
Am 1. März 1974 wurde Bevern in die Stadt Bremervörde eingegliedert.

### Historische Ziegelei

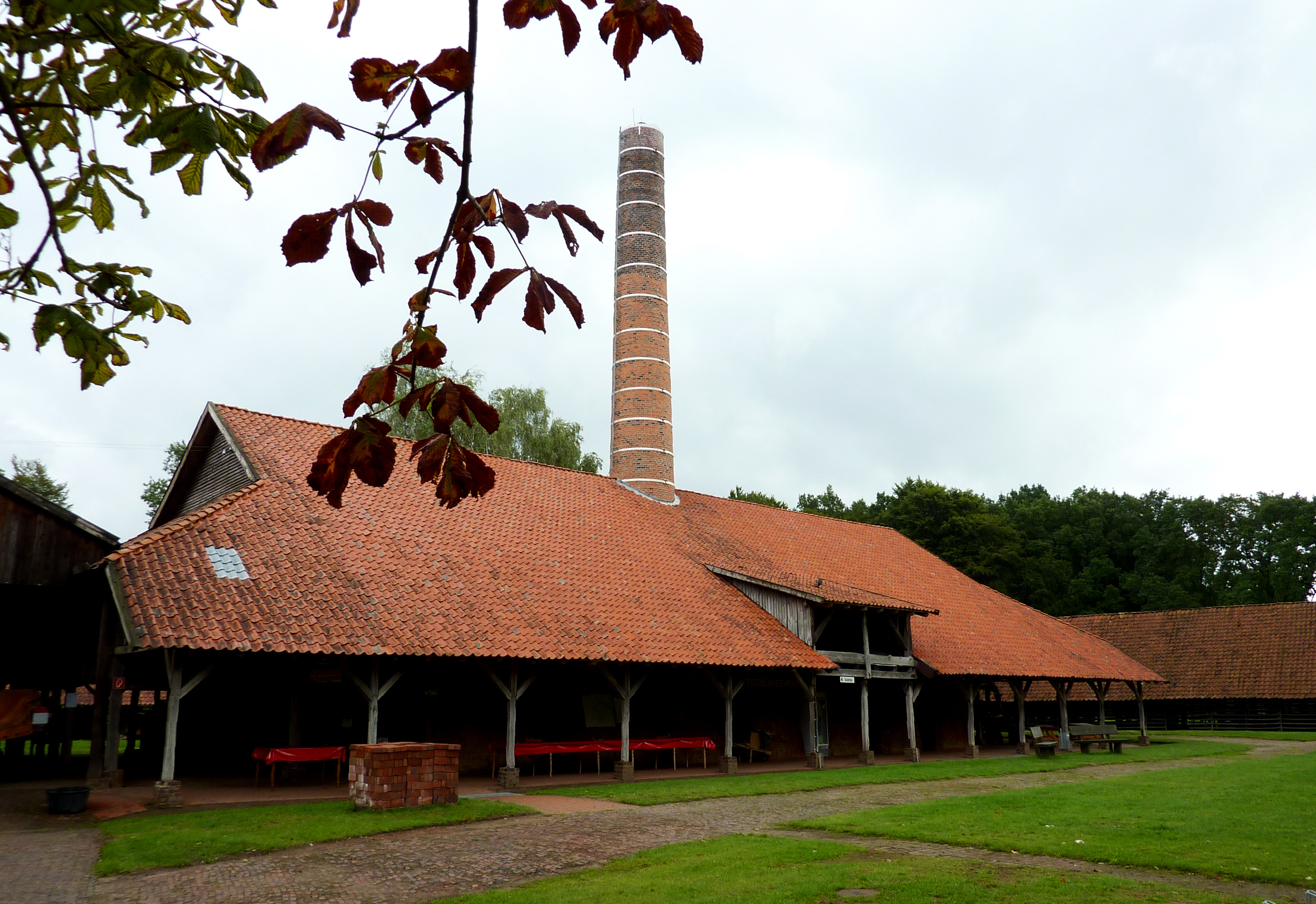
Ziegelei Pape in Bevern

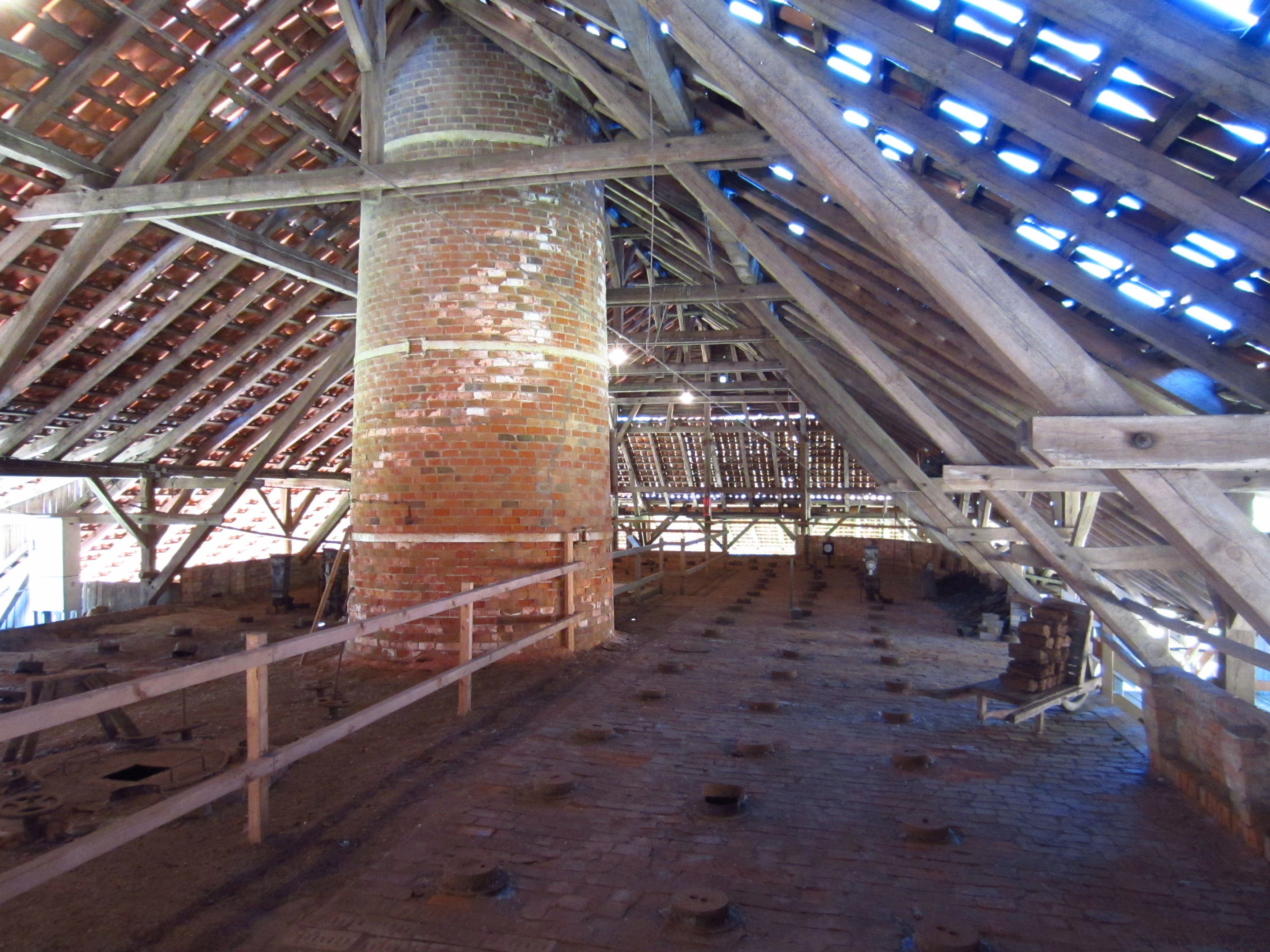
Schürebene des Hoffmannschen Ringofens der Ziegelei Pape in Bevern

In Bevern befindet sich eine historische Ziegelei Pape, die mindestens seit 1535 existiert, da in alten Aufzeichnungen 1535 erstmals ein Ziegelmeister in Bevern erwähnt wird. Heute wird die Ziegelei als Museum genutzt.

## Politik

### Ortsrat
Der Ortsrat, der den Ortsteil Bevern vertritt, setzt sich aus sieben Mitgliedern zusammen. Die Ratsmitglieder werden durch eine Kommunalwahl für jeweils fünf Jahre gewählt.
Bei der Kommunalwahl 2021 ergab sich folgende Sitzverteilung:
- Wählergemeinschaft Bevern (WGB): 7 Sitze

### Wappen
Das Wappen von Bevern zeigt in Grün einen nach rechts gewendeten sitzenden silbernen Biber.

## Kultur und Sehenswürdigkeiten
- Hofanlage Hauptstraße 33 von 1840 in Fachwerk
- Diskothek ta töff und das Bevener Landhaus, auch "Yogi" genannt.

## Wirtschaft und Infrastruktur

### Verkehr
Durch den Ort verläuft von Bremervörde aus die Bundesstraße 71 Richtung Selsingen sowie die Kreisstraße 107, die Bevern mit Hesedorf verbindet.

### Bildung
In Bevern existierte bis Sommer 2014 die Grundschule Bevern. Sie wurde aufgrund sinkender Schülerzahlen geschlossen. Die Beverner Schüler werden fortan mit Bussen zu den Bremervörder Grundschulen transportiert.

### Kirche

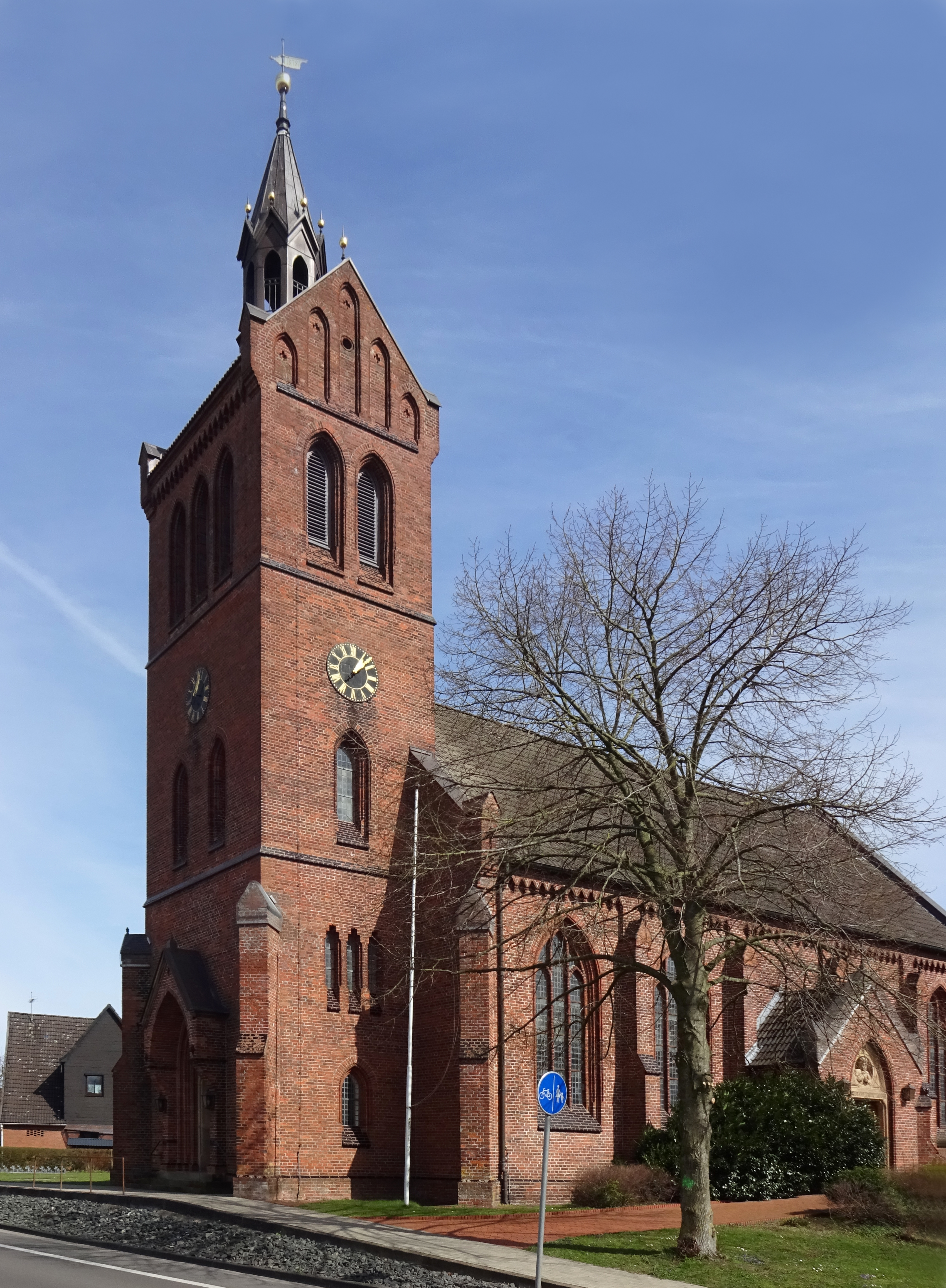
Kirche in Bevern

Zentrale ev.-luth. neogotische Heilig-Kreuz-Kirche von 1880 mit Kirchengemeinde, zu der auch die Ortschaften Plönjeshausen und Mintenburg gehören.

### Vereine
- Turn- und Sportverein TSV Bevern von 1921 mit u. a. Fußballabteilung (1. Herren seit 2001 viermal auf- und abgestiegen, spielte ab  2007/2008 in der Bezirksoberliga Lüneburg)
- Angelsportverein (AV Bevern)